# Василь Вірчак
Василь Вірчак — греко-католицький священник уродженець містечка Поморяни Золочівського району Львівської області.
На парохію у село Березина Миколаївського району Львівської області отець Василь прийшов після закінчення Львівської духовної семінарії. Спочатку був катехитом у школах с.м.т. Розділ та сіл Березинва і Крупсько.
Своїх учнів і парохіян отець Василь виховував у дусі християнської любові та національної гідності. Він жив життям парохіян, ділив з ним всі біди і радості. Знав мешканця села від найстаршого до наймолодшого.
Найбільше він був пов'язаний із с. Березина, мешканців, якого найбільше любив і поважав. Коли виникла необхідність будівництва в селі нового храму (а за панування Польщі не так легко було будувати) він очолив будівництво. Свій робочий день отець Василь починав і закінчував подвірним обходом, організовував людей на будівництво, збирав кошти та вів документацію разом із головним архітектором та інженером Отто Федаком.
Бажаним він був і для молоді села, активним учасником сільської «Просвіти», організатором сільського церковного хору, всі мироприємства, які відбувалися в селі йшли в основному від отця Василя.
У 1941 р. в окупованому німцями Львові провід ОУН проголосив з0 червня Незалежність. На західних теренах України люди почали висипати символічні могили Українським Січовим Стрільцям із встановленням на них березових хрестів. Такі могили висипані в селі Березина — біля церкви і в с.м.т. Розділ(де зараз лазня) їх освячував о. Василь Вірчак. Після відступу німців і другого приходу «совітів» на наші землі, почалися масові арешти і виселення національно свідомих людей, які були пов'язані чи перебували у лавах ОУН-УПА. До таких був віднесений і отець Василь.
Напередодні Великодня(в останній тиждень Великого посту) у Березині 1950 р., коли отець готовив парохіян до святої Пасхи і мав на другий день причащати їх, вночі його хату обступили свівробітники НКВС. Зробили обшук, списали все майно, конфіскували церковну і світську літературу. Корову, порося, птицю, віз, зерно, сіно і картоплю було забрано в колгосп. Посуд і кухонні меблі забрали до дитячого садочку. Решту майна охороняли мешканці села Павло Кущак і Тимко Бацик, які на той час були при церковному уряді. Люди думали, що отця звільнять. Але пізніше зрозуміли, що звідти не звільняють. Решту майна було забрано старшим НКВС Макаровим, а частину майна продано з «молотка» населенню. На Великдень святу Літургію служив отець Богдан Щур, парох села Держова близький товариш отця Василя. Спочатку о. Василя перетримували більше тижня в місті Миколаєві, літо і зиму в Дрогобичі і Львові, звідки на початку 1951 р. його вивезли у Хабаровський край, Комсомольський район, поштове відділення Хурмулі, поштова скринька 322/17-х. З вироку суду: «Відправляв панахиди на могилі Січових стрільців, вінчав і хрестив дітей із сімей ОУН-УПА, не визнав Львівського собору 1946 року, служив Літургії в
греко-католицькому обряді».
Після заслання отець Василь листувався із своїми знайомими(бо рідних в нього не було, він був неодружений) з Роздолу і Березини. Останній лист від нього у квітні 1953 р., отримала його близька знайома, пані Ольга Федусевич, яка зберігає їх і по сьогоднішній день, в неї багато фотографій отця Василя.
Розказували очевидці, що отець Василь Вірчак помер від інфаркту серця на лісопилці, де заготовляв деревину. Вдячними мешканцями села на храмове свято Покрови Пресвятої Діви Марії в 1994 року встановлено і освячено в середині храму барельєф із бронзи блаженної пам'яті отцю Василю Вірчаку, а на стіні з зовні встановлено меморіальну дошку, де викарбувано буквами, що храм збудовано при сприянні та безпосереднім керівництвом отця Василя Вірчака.
Посилання:
- http://www.berezyna.inf.ua/pamyati-represovanoho-paroha/ [Архівовано 7 липня 2018 у Wayback Machine.]